# Чемпіонат світу з легкої атлетики в приміщенні 2018 — Стрибки у довжину (чоловіки)
Змагання зі стрибків в довжину серед чоловіків на Чемпіонаті світу з легкої атлетики в приміщенні 2018 у Бірмінгемі відбулись 2 березня в Арені Бірмінгем.

## Рекорди
На початок змагань основні рекордні результати були такими:
| WIR | Карл Льюїс США    | 8,79 м | Нью-Йорк США   | 27 січня 1984  |
| CR  | Іван Педросо Куба | 8,62 м | Маебасі Японія | 7 березня 1999 |
| WL  | Луво Маньонга ПАР | 8,40 м | Мец Франція    | 11 лютого 2018 |

## Розклад
| Дата           | Час початку | Стадія |
| -------------- | ----------- | ------ |
| 2 березня 2018 | 19:35       | Фінал  |

Вказаний місцевий час (UTC+0)

## Результати
За регламентом змагань кваліфікаційний відбір до фіналу не проводився. У фіналі всі атлети мали змогу виконати по три спроби, після чого вісімці найкращих за результатами цих спроб надавалось право виконати ще дві спроби, а насамкінець - четвірка найкращих за результатами п'яти спроб мала змогу виконати ще одну..

### Фінал
| Місце | Атлет                 | Країна  | #1     | #2     | #3     | #4     | #5     | #6     | Результат | Примітки |
| ----- | --------------------- | ------- | ------ | ------ | ------ | ------ | ------ | ------ | --------- | -------- |
| 1     | Хуан Мігель Ечеваррія | Куба    | 8,19 м | 8,28 м | х      | 8,36 м | 8,46 м | 7,86 м | 8,46 м    | WL       |
| 2     | Луво Маньонга         | ПАР     | х      | х      | 8,33 м | 8,44 м | х      | х      | 8,44 м    | AIR      |
| 3     | Маркіз Денді          | США     | 7,92 м | 8,02 м | х      | 7,86 м | 8,42 м | 8,18 м | 8,42 м    | PB       |
| 4     | Джарріон Ловсон       | США     | 7,92 м | 7,86 м | 8,02 м | 8,01 м | 8,14 м | х      | 8,14 м    |          |
| 5     | Ши Юйхао              | Китай   | х      | 7,88 м | 8,01 м | 7,57 м | 8,12 м |        | 8,12 м    |          |
| 6     | Рушвал Самааї         | ПАР     | 7,95 м | 8,02 м | 8,05 м | 7,89 м | 7,92 м |        | 8,05 м    | SB       |
| 7     | Радек Юшка            | Чехія   | 7,99 м | 7,67 м | 7,47 м | х      | х      |        | 7,99 м    | SB       |
| 8     | Еусебіо Касерес       | Іспанія | 7,91 м | х      | х      | -      | х      |        | 7,91 м    |          |
| 9     | Мільтіадіс Тентоглу   | Греція  | х      | х      | 7,82 м |        |        |        | 7,82 м    |          |
| 10    | Хуан Чанчжоу          | Китай   | 7,31 м | 7,75 м | 7,35 м |        |        |        | 7,75 м    |          |
| 11    | Тайрон Сміт           | Бермуди | 7,75 м | х      | х      |        |        |        | 7,75 м    |          |
| 12    | Еміліано Ласа         | Уругвай | 7,72 м | 4,96 м | х      |        |        |        | 7,72 м    | SB       |
| 13    | Майкель Массо         | Куба    | 7,71 м | -      | r      |        |        |        | 7,71 м    | SB       |
| 14    | Ґодфрі Хотсо Макоена  | ПАР     | 7,53 м | х      | х      |        |        |        | 7,53 м    | SB       |
| 15    | Дамар Форбс           | Ямайка  | х      | 7,18 м | 7,21 м |        |        |        | 7,21 м    |          |